# El petit Tate
El petit Tate (títol original: Little Man Tate) és una pel·lícula estatunidenca dirigida per Jodie Foster, estrenada l'any 1991. Ha estat doblada al català.

## Argument
Cambrera en un bar de Cincinnati, Dede Tate educa sola el seu fill de set anys, Fred. Aquest és un geni del piano, de la pintura i de les matemàtiques. És confiat a Jane Grierson directora d'una escola per superdotats, mentre la seva mare es veu obligada a acceptar una feina temporal en una altra ciutat. Jane és una autèntica catalitzadora de les capacitats intel·lectuals del nen, però està lluny de poder reemplaçar una mare per les seves necessitats afectives. Fred s'enfonsa a poc a poc en una trista solitud.

## Repartiment
- Jodie Foster: Dede Tate
- Adam Hann-Byrd: Fred Tate
- Dianne Wiest: Dr. Jane Grierson
- Harry Connick Jr.: Eddie
- David Hyde Pierce: Garth
- Debi Mazar: Gina
- P.J. Ochlan: Damon Wells
- Alex Lee: Fred Tate, amb 2 anys
- Michael Shulman: Matt Montini
- Celia Weston: Miss Nimvel

## Al voltant de la pel·lícula
Es tracta del primer film com a directora de Jodie Foster. Al començament del projecte, Joe Dante havia de ser el director però va veure's aparat per discrepàncies artístiques amb la producció.

## Rebuda
"Una òpera prima sense massa ambicions però amb resultats interessants, entretinguda, es nota la falta d'experiència rere la càmera"